# 1562年逮捕被開除教籍者令狀法令
《1562年逮捕被開除教籍者令狀法令》（英語：Writ De Excommunicato Capiendo Act 1562；5 Eliz 1 c 23）是英格蘭國會的一項法令。
整部法令由《1963年教會司法管轄權措施》第87條及附表5 （页面存档备份，存于）廢除。

## 令狀
逮捕被開除教籍者令狀（英語：writ de excommunicato capiendo）是令狀的一種，用以飭令司法行政官逮捕被逐出教會的人，並將其監禁，直至其與教會和解為止。